# Juan López de Velasco
Juan López de Velasco, escultor espanyol del segle xvi.
Es creu d'origen basc, va treballar a la Catedral de Granada entre els anys 1508 i 1513,on va conèixer al que seria el seu gendre Jacobo Florentino.
Es va establir a Jaén pel contracte que li va oferir el bisbe Alonso Suárez de la Fuente del Sauce per tallar el cadirat del cor de la Catedral de Jaén, juntament amb els escultors Gutierre Gierero i Jerónimo Quijano amb el qual també col·laborà per a la realització d'escultures per al retaule major d'aquesta mateixa catedral, així com per al retaule de La nostra Senyora de la Consolació cap a l'any 1520.